# Шаровская волость (Севский уезд)
Шаровская волость — административно-территориальная единица в составе Севского уезда.
Административный центр — село Шарово.

## История
Волость была образована в ходе реформы 1861 года. В 1880-е годы её территория была расширена за счёт упразднённых Лубошевской и Угревищинской волостей.
В мае 1924 года, при укрупнении волостей, Шаровская волость была упразднена, а её территория разделена между Луганской и Комаричской волостями.
Ныне вся территория бывшей Шаровской волости входит в Комаричский район Брянской области.

## Административное деление
В 1920 году в состав Шаровской волости входили следующие сельсоветы: Апажский, Бобриковский, Загрядский, Зиновкинский, Игрицкий, Козловский, Лагеревский, Лубошевский, Мостеченский, Ольговский, Пьяновский, Тростной, Угревищский 1-й и 2-й, Шаровский.